# پلاک وسایل نقلیه استان لرستان
کدهای استان لرستان ۳۱ و ۴۱ می‌باشد.کد ۳۱ مربوط به مرکز استان لرستان یعنی شهرستان خرم آباد مربوط می شود وکد ۴۱ شهرستان های لرستان می باشد. در خودروهای عمومی، تاکسی‌ها و خودروهای دولتی حرف پلاک همیشه یکسان است. اما در خودروهای شخصی این حرف بستگی به شهری دارد که پلاک خودرو در آن ثبت شده است

## کد ۳۱ -‌مرکز استان (خرم‌آباد، چگنی)
| ۳۱ | ۳۴۵ ۱۲ |

| حرف | شهرستان            | وضعیت شماره گذاری                                 |
| --- | ------------------ | ------------------------------------------------- |
| الف | دولتی              | سرشماره ۱۵ درحال واگذاری                          |
| ب   | خرم‌آباد و چگنی (۱) | پایان شماره‌گذاری                                  |
| ت   | تاکسی‌              | سرشماره ۳۸ درحال واگذاری                          |
| ج   | خرم‌آباد و چگنی (۲) | پایان شماره‌گذاری                                  |
| د   | خرم‌آباد و چگنی (۳) | پایان شماره‌گذاری                                  |
| ژ   | جانبازان معلولان   | سرشماره ۱۲ درحال واگذاری سرشماره ۵۲ درحال واگذاری |
| س   | خرم‌آباد و چگنی (۴) | پایان شماره‌گذاری                                  |
| ص   | خرم‌آباد و چگنی (۵) | پایان شماره گذاری                                 |
| ط   | خرم‌آباد و چگنی (۶) | پایان شماره‌گذاری                                  |
| ع   | عمومی (۱)          | پایان شماره گذاری                                 |
| ق   | خرم‌آباد و چگنی (۷) | سرشماره ۱۱درحال واگذاری                           |
| ک   | کشاورزی            | سرشماره ۵۵ درحال واگذاری                          |
| ل   | ذخیره              |                                                   |
| م   | ذخیره              |                                                   |
| ن   | ذخیره              |                                                   |
| و   | ذخیره              |                                                   |
| ه   | ذخیره              |                                                   |
| ی   | ذخیره              |                                                   |

## کد ۴۱ استان لرستان
| ۴۱ | ۳۴۵ ۱۲ |

| حرف | شهرستان                        | وضعیت شماره‌گذاری:         |
| --- | ------------------------------ | ------------------------- |
| ب   | بروجرد (۱)                     | پایان شماره‌گذاری          |
| ج   | الیگودرز (۱)                   | پایان شماره‌گذاری          |
| د   | دورود (۱)                      | پایان شماره‌گذاری          |
| س   | کوهدشت، رومشکان (۱)            | پایان شماره گذاری         |
| ص   | دلفان، نورآباد (۱)             | پایان شماره گذاری         |
| ط   | ازنا                           | سرشماره ۸۲ در حال واگذاری |
| ع   | عمومی (۲)                      | سرشماره ۱۹ در حال واگذاری |
| ق   | پلدختر، معمولان                | سرشماره ۷۱ در حال واگذاری |
| ل   | سلسله، الشتر                   | سرشماره ۶۹ در حال واگذاری |
| م   | بروجرد (۲)                     | پایان شماره‌گذاری          |
| ن   | بروجرد (۳)                     | پایان شماره‌گذاری          |
| و*  | دورود (۲)، کوهدشت، رومشکان (۲) | سرشماره ۵۹ در حال واگذاری |
| ھ   | الیگودرز (٢)                   | سرشماره ۲۱ در حال واگذاری |
| ی   | بروجرد (۴)                     | سرشماره ۱۷ در حال واگذاری |

| کدهای مشترک* | توضیح                                                                                     |
| ------------ | ----------------------------------------------------------------------------------------- |
| و            | ۴۱و- کد مشترک دورود و کوهدشت(تا سرشماره ۱۳ اختصاصی دورود و از سرشماره ۱۴ مشترک با کوهدشت) |

پلاک موتور سیکلت: ۵۳۸،۵۳۹،۵۴۱،۵۴۲،۵۴۳

## استان لرستان ۳۱ ، ۴۱
| ۳۱ | ۳۴۵ ۱۲ |

| ۴۱ | ۳۴۵ ۱۲ |

| حرف | ۳۱           | ۴۱                       |
| --- | ------------ | ------------------------ |
| ب   | خرم اباد (۷) | بروجرد ۱                 |
| ج   | خرم اباد (۷) | الیگودرز ۱               |
| د   | خرم اباد (۷) | دورود ۱                  |
| س   | خرم اباد (۷) | کوهدشت ۱                 |
| ص   | خرم اباد (۷) | نورآباد ۱                |
| ط   | خرم اباد (۷) | ازنا ۱                   |
| ق   | خرم اباد (۷) | پلدختر،معمولان،رومشکان ۱ |
| ل   | خرم اباد (۷) | الشتر ۱                  |
| م   | خرم اباد (۷) | بروجرد ۲                 |
| ن   | خرم اباد (۷) | بروجرد ۳                 |
| و   | خرم اباد (۷) | دورود،کوهدشت ۲           |
| ه‍   | خرم اباد (۷) | الیگودرز ۲               |
| ی   | خرم اباد (۷) | بروجرد ۴                 |